# 尖閣諸島中国漁船衝突映像流出事件
尖閣諸島中国漁船衝突映像流出事件（せんかくしょとうちゅうごくぎょせんしょうとつえいぞうりゅうしゅつじけん）とは、尖閣諸島中国漁船衝突事件の発生時に海上保安庁石垣海上保安部が録画し、同庁および那覇地方検察庁が保管していたと思われる映像が海上保安官によってインターネット動画共有サイト「YouTube」に公開され流出した事件である。尖閣ビデオ流出事件とも呼ばれる。

## 事件の経緯

### 衝突事件発生
- 2010年
  - 9月7日 - 尖閣諸島中国漁船衝突事件が発生。
  - 9月24日 - 中国人船長の釈放が決定。
  - 9月25日 - 未明に船長が中国に帰国する。中国は事件に対する謝罪を要求する[1]。
  - 9月30日 - その後も衝突事件を巡り中国側の強硬姿勢が止まらないことから、衆議院予算委員会は事件時に撮影されたビデオの公開を政府に求めることを決定した[2]。
  - 11月1日 - 衆議院予算委員会の場で、2時間のビデオを6分50秒に編集したものが衆参両院の予算委員長・同理事ほか30人に限定して公開される。野党自民党は全て公開することを求めていた[3]が、与党民主党は「いろんな配慮からよくない」として否定的であった[4]。

### 映像の流出
- 2010年
  - 11月4日 - 21時頃、YouTube上に「sengoku38」というアカウント名から6分割された計44分の映像がアップロードされる。
  - 11月5日 - 未明に海上保安庁は調査を開始。メディアからの取材に対し、海保関係者は映像が本物であることを認める。投稿された動画は午前7時40分ごろに投稿者がアカウントごと削除し、視聴不可能になった。しかし、利用者がダウンロードしたとみられる動画が各種動画共有サービスへ大量に転載された。その他、内容を記録したDVDが埼玉県の川口駅前に大量に放置される騒動も発生した。
  - 11月8日 - 海上保安庁は被疑者不詳のまま国家公務員法守秘義務違反、不正アクセス禁止法違反、窃盗、横領の疑いで警視庁と東京地方検察庁に告発した。同日、衆議院予算委員会で野党向けに上映されたビデオを見た衆議院議員の小泉進次郎は「国民は40分見ていて、国会議員は6分しか見られない」と述べた[5]。

### 流出者の特定
- 2010年
  - 11月9日 - YouTubeを運営するGoogle日本法人から差し押さえたアクセスログより、投稿は神戸市内のネットカフェから行われたことが判明。
  - 11月10日 - 神戸市にある第五管区海上保安本部の海上保安官が流出させたことを上司に名乗り出ていることが判明。同日正午頃、神戸市内の第五管区海上保安本部に所属する43歳の海上保安官が出頭した。直後に読売テレビは数日前の時点で、該当の海上保安官と読売テレビ記者・山川友基が接触していたことを報じた[6]。
  - 11月11日 - 流出させた海上保安官は「海保の職員なら誰でも見られる状態だった」と供述。他の複数の海保関係者からも「海保サーバの共有フォルダに10月中旬まで置かれ、全国の海保職員が庁内ネットワークから閲覧できた。アクセス制限が設けられていなかった。」とする証言が挙がる[7]。
  - 11月12日 - 教材として広島県呉市の海上保安大学校に保管されていたことが判明[8]。
  - 11月13日0時頃 - 保安官が第5管区海上保安本部を通じて、「世間をお騒がせしたこと、多くの人々に多大なるご迷惑をおかけしたことを心からおわび申し上げます」「（3日続けての庁舎宿泊は）私の意志」「建物を出たならば、さらに、多大なる迷惑をかけてしまう」「過熱した報道を少しは控えてください」などとする談話を出した[9]。
  - 11月15日16時頃 - 捜査当局は保安官の逮捕見送りを決定。一方で、捜査・任意の事情聴取を続けるとした[10]。
  - 11月16日 - 保安官が庁舎宿泊を終了。
  - 11月19日 - 参議院予算委員会が国会法第104条に基づいて投稿された44分版のビデオ提出を要求。
  - 11月20日 - 保安官への聴取を再開。
  - 11月21日 - 保安官が、陸上で勤務する予備員に配置換え[11]。政府は西岡武夫参議院議長に要求されたビデオを提出。
  - 11月24日 - 参院予算委員会が、政府が提出した映像を複製し、与野党の各会派に配布。
  - 11月25日 - 警視庁と東京地検の調べに対し保安官が「映像が入ったSDメモリーカードをCNN東京支局へ郵送したが、放送されなかったのでYouTubeへ投稿した」と供述していることが判明。郵送の際に差出人名は書かずSDカードの内容の説明も付けていなかった。CNN東京支局の広報部は、他の報道機関からの取材に対して「この件に関しては一切ノーコメント」としていたが、後にSDカードがコンピュータウイルスに感染している可能性などを考慮し内容を確認しないまま廃棄したと捜査関係者に語ったことが伝えられた[12][13]。
  - 12月18日 - 保安官が海上保安庁に退職願を提出したことが判明。しかし、海上保安庁は「退職願を受理せず懲戒免職または懲戒停職にする」とした[14]。
  - 12月22日 - 保安官を警視庁が国家公務員法守秘義務違反容疑で東京地検へ書類送検した[15]。同日、海上保安庁は「保安官を停職12カ月、保安官の上司に当たる本部長に訓戒、長官ら23人に減給などの処分を行う」と発表した。一方、保安官が18日に提出した退職願は午後受理され、保安官は退職した[16]。
- 2011年1月21日 - 元保安官ならびに衝突事件を起こした中国人船長について起訴猶予となった[17]。

### 捜査
上述のように海上保安庁からの告発を受けた警視庁、そして東京地方検察庁が本件の捜査を担当しているが、警視庁で本件の捜査を担当している部署は、刑事部捜査一課であることが報じられている。捜査一課が担当する犯罪は、殺人や強盗などの凶悪犯罪であり、本件で告発されたような犯罪は、国家公務員法違反や業務上横領なら同じ刑事部でも捜査二課、窃盗なら同じ刑事部でも捜査三課、不正アクセス禁止法違反なら生活安全部、諜報事件なら公安部と、通常なら捜査一課ではない部署が担当する事案である。本件を警視庁が捜査一課に担当させている理由については、未だ公式な発表が為されていない。

### 情報保全に関する検討委員会
2010年12月9日、警視庁国際テロ捜査情報流出事件や本件を受けて仙谷由人内閣官房長官を長とする政府の情報保全に関する検討委員会が発足した。アメリカ外交公電ウィキリークス流出事件なども踏まえ、有識者会議を設けて「法制度」（守秘義務違反の罰則など）や「情報保全システム」（アクセス権限など）の2分野を検討するという。委員会のメンバーは、内閣官房長官、内閣官房副長官に加え、外務省、防衛省、警察庁、公安調査庁、海上保安庁などの局長級であるという。

## 内容
YouTubeで公開された映像は以下の6つからなる。
| タイトル                   | 収録時間 | 撮影場所        | 内容                                                                            |
| -------------------------- | -------- | --------------- | ------------------------------------------------------------------------------- |
| 本当の尖閣 海上保安庁1     | 7分30秒  | 巡視船 よなくに | 巡視船よなくに船橋甲板より撮影 （2010年9月7日午前9時28分頃から午前10時07分頃）  |
| 尖閣の真実 海上保安庁2     | 8分9秒   | 巡視船 よなくに | 停船命令後の様子                                                                |
| 尖閣侵略の真実 海上保安庁3 | 11分21秒 | 巡視船 よなくに | 巡視船よなくに船橋甲板より撮影 （2010年9月7日午前10時02分頃から午前10時34分頃） |
| 本当の尖閣 海上保安庁4     | 11分24秒 | 巡視船 よなくに | 1回目の衝突を収録                                                               |
| 日本の尖閣 海上保安庁5     | 3分33秒  | 巡視船 みずき   | 2回目の衝突を収録                                                               |
| どうなる尖閣 海上保安庁6   | 2分29秒  | 巡視船 はてるま | 離れた場所からの撮影を収録                                                      |

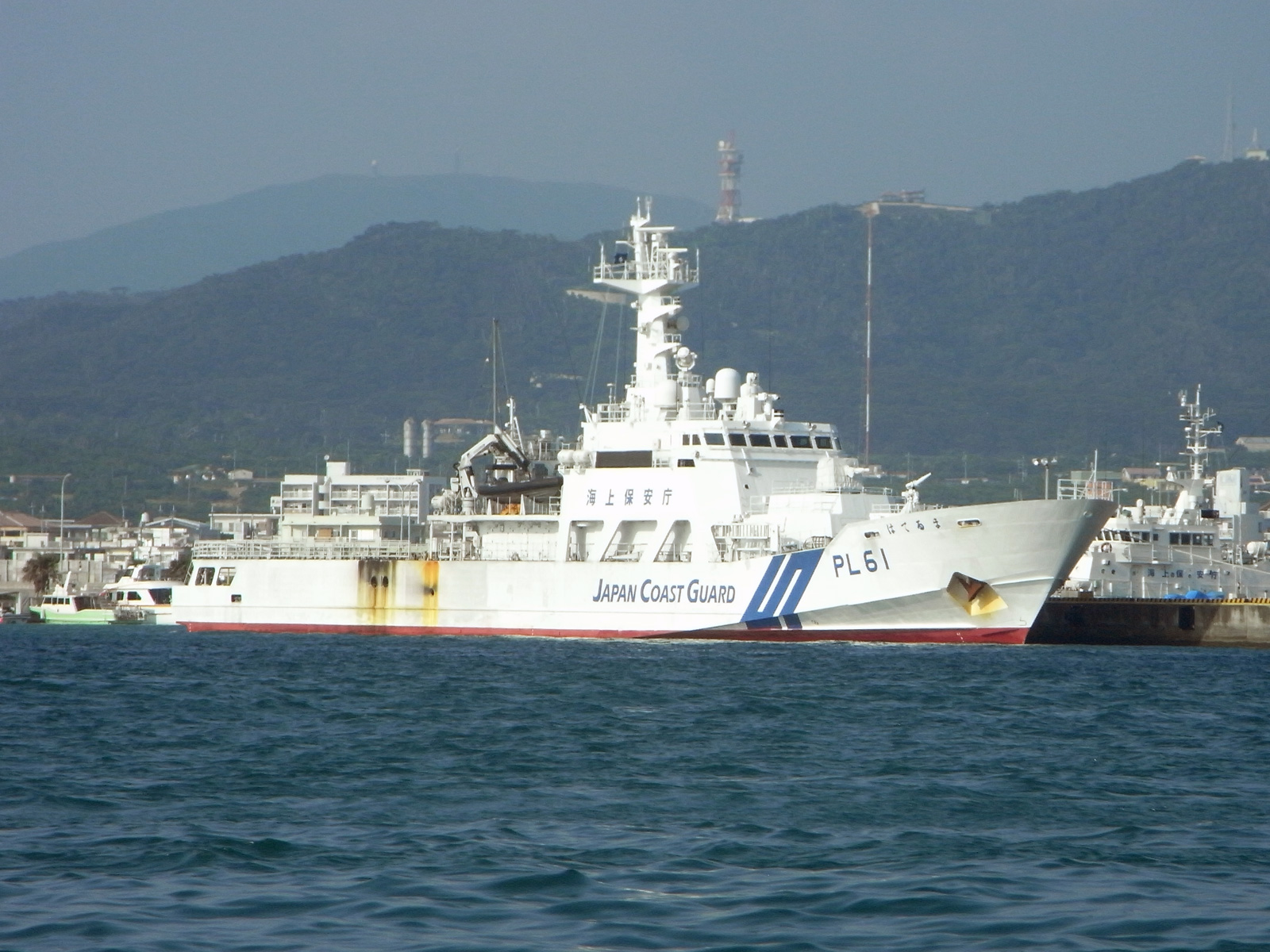
事件を撮影した「はてるま」

これらの映像により、従来公表されていた「よなくに」および「みずき」以外にも「はてるま」が従事していたことが初めて明らかになった。
また、映像には撮影場所や時刻などの字幕が表示されており、これらの加工はしばしば海上保安庁内にて行われているという。
字幕には撮影者や当該巡視船にいた関係者の名字と思われる固有名詞もたびたびみられる。なお、後に政府が映像を公開した際は個人名は伏せられた。

## 日本国内の反応・対応
それまでの政府による情報公開が消極的・限定的であったことに不満を抱く層からは賞賛される一方で、公務員が非公開の機密情報を漏洩したことに対しての批判や危機管理を懸念する声が（数日前には警視庁国際テロ捜査情報流出事件が起きたばかりだったこともあり特に）上がっている。また、映像の公開を渋る政府方針の妥当性や、そもそも機密情報に該当するのかについても賛否両論がある。

### 政府
内閣総理大臣
菅直人内閣総理大臣は流出翌日の11月5日午前の閣僚懇談会で、馬淵澄夫国土交通大臣に「情報管理の徹底と、事実関係の確認をするように」と述べ、流出の経緯などについて調査し、原因究明を図るよう指示した。また、同日夜には首相官邸で記者団に対し、「冷静に（日中）両国が対処することが重要だ」、「国の情報管理がしっかりとした形になっていないことに危機感を強く覚えた」と述べた。
11月8日の衆議院予算委員会においては、自民党の塩崎恭久のYouTubeで流れた映像を全部見たかという質疑に対し、「直接YouTubeは見ておりません」、「一般の地上波の放送で流れたものは、かなり見ました」と答弁し、全部見ない理由を問われると、「国交大臣あるいは官房長官から報告を聞きまして、その中身を私なりにちゃんと理解ができましたので、その時点では見ませんでした」と答えた。また、情報管理の不備があったことを認めるならば謝罪をしてもらいたい、とする質疑に対しては、「政府としては管理不行き届きであったということにおいて、お詫びを申し上げたいと思います」と述べた。そして、先立って国会で限定的に公開するにあたり、官房長官名義で『極めて慎重な取り扱いに格段の御配慮方要望いたします』とする要望書が出されているにもかかわらず、当の政府から流出してしまった事についての責任の取り方を問われると、「最終的な責任はもちろん内閣の責任者ということで私にあります」と述べたうえで、「まずは、（流出した）原因を徹底的に究明して、それが明らかにすることが、第一だと考えております」と述べた。そして、外交防衛上の重大な問題だという認識は持っているのかという問いに対しては、「持っております」と述べ、悪質で意図的な衝突という認識の有無については、「国交大臣あるいは官房長官から報告を聞いた時も、いま塩崎議員が言われたように悪質であり、意図的に衝突を向こうからぶつかってきたという報告を受けておりました、私も見た中でその認識に全く変わりはありません」と述べた。
11月10日の衆議院予算委員会においては、自民党の小泉進次郎の、映像を公開することによって日本は悪くなく中国に非があると証明できることが国益ではないかという質疑に対し、「最初のこの事案が発生したおりに、当時の国交大臣そして官房長官から、これはわざとぶつけてきた、悪質であるということを聞きまして、その認識を共有化をいたしました。今回の流出したビデオでそれがよりはっきりしたということは客観的には言えると思います」と答弁した。また、海上保安庁の職員が流出させた場合の責任の所在については、「まずあの、ふたつの責任があるかと思います、ひとつはやはり管理責任、これはもちろん直接担当した色々な部局がありますけれども、その最終的には内閣の責任者は私ですから、最終的には管理責任が不充分だったことについて最終的責任は私自身にも当然あろうと思っております、それからまぁ犯人と言いましょうか、流出した当事者がまぁ国家公務員であった場合には、もちろん本人自身の責任がその行為に対しては重いわけですけれども、そういう事を防げなかったという意味を含めてですね、やはり同じく国家公務員を監督する立場にある、まぁ最終的には私、直接的にはそれぞれの部局にそれなりのまぁ責任があると、こう認識いたしております」と述べた。
11月17日の参議院本会議においては、自民党の浜田和幸の、海上保安庁の一職員ではなく本来政府の手で公開され戦略的に使われるべきものであったとの質疑に対し、「取り扱いについては国会からの所定の手続きによる要求があれば捜査の状況等を踏まえ、適切な判断がなされ、また、なされるべきものと考えます」と述べた。また、海上保安庁に激励の電話やメールが相次いでいる状況、こうした彷彿と沸きあがっている国民の声をどう受け止めているかとの問いに対しては、「映像流出に関する国民の皆さんの率直な感想は解ります」と一定の理解を示しながらも、「海上保安庁は捜査権を有する行政機関であり、海上保安官はその一員であります。仮に捜査中の資料を意図的に漏洩することができるとするなら、それは公務員の服務規定の否定、捜査機関としての機能と規律の喪失を招くものと認識をしております」と述べた。なお、流出に係る閣僚らの責任については、「本件については現在捜査中であり、まずは真相究明が必要であります。そして再発防止策の確立が、政治の責任として急務と考えております」と述べた。
内閣官房
仙谷由人内閣官房長官は11月5日の午前と午後の記者会見で、「流出だとすれば相当大きなメスを入れる改革があらゆるところで必要だ」、「調査から捜査に切り替える判断を数日内にしないといけない」、「（映像の全面公開については）従来と態度は変わっていない」、「公務員が故意に流出したとすれば明らかに罰則付きの国家公務員法違反になる」とし、加えて中国政府からの憂慮が伝えられたことに関しては「事実関係が調査できればしかるべく説明を申し上げることになる」と述べた。
また、仙谷官房長官は9日午前の衆院予算委員会の中で、菅総理大臣に映像を一般公開する可否を検討するための資料を示したが、その内容を読売新聞の写真部員が望遠レンズで撮影しており、その写真は9日付の読売新聞夕刊に掲載された。「厳秘」とされたその資料の中には公開の利点として「中国による日本非難の主張を退けることができる」といった事が挙げられている一方で、不利な点として「流出犯人が検挙・起訴された場合、『政府が一般公開に応じたのだから、非公開の必要性は低かった』と主張し、量刑が下がるおそれがある」「（流出映像の公開は）犯罪者を追認するに等しく、悪しき前例となる」と映像流出者を擁護する風潮を警戒するような内容が記されていた。この件について柿沢未途が仙谷官房長官に質問すると仙谷は「どうも望遠、拡大レンズで盗撮されたようだ」と回答。しかし写真部員の撮影行為はルールに則って行われていたことから、この発言は委員会後の理事会で「不適切」と指摘され、議事録上では「撮影」に訂正された。この事に対し野党からは「またしても政府の危機管理の甘さが露呈した」と情報管理の姿勢を批難する意見も出ている。
翌10日午後の記者会見では、国土交通大臣や海上保安庁長官の責任問題について、「自ずから政治色とですね、執行職のトップというのは、これも一般論ですが、責任のありかたは違うと思いますけれども」、「特に強制力を持った執行部門というのは（中略）政治からの影響力を排除する（中略）その独立性自立性に応じた責任というのも当然でてくると、こういう話だと思います」、「一般論としては、強制力を執行させる部局でありますから、それはそれなりの緊張感というか、強い権限の代わりには強い責任と重い責任、という事になるんじゃないでしょうか」などと述べ、仙谷の言うところの「執行職」にあたる海上保安庁長官に責任があるとの見解を示した。また、保安官に対して寛大な措置を求める声が多いとの問いに対して、「どのぐらいですか」と逆に問うたうえで、「国民のうちの過半数がそういうふうに思っていらっしゃるとは私は全く思ってません、（中略）けじめのついた然るべき処置というか処分をしてもらいたいという健全な国民が圧倒的多数だと、私は信じております」と述べ、その根拠については「もし、もしですよ、もし捜査関係書類をどっかに流出させて、これは明らかな犯罪であると私は思います（中略）その方を称賛するという日本人が多いとは私は思いません」と述べたうえで、「ましてや国会議員の方々で、それを称揚、称賛するという方々のほうが多数であるなどというふうには思いたくもありません」と、野党をはじめとする擁護派を牽制した。
11月12日の記者会見では、記者が2000年に発生した新潟少女監禁事件の際に、当時野党であった民主党の菅直人政調会長（当時）が、自民党の保利耕輔国家公安委員長（当時）の責任を追及したことを挙げ、今回の流出事件での責任について問うたところ、「その種のケースと今回の場合は同じなのかどうなのか検討してみないと、整合性と言われても一概に言えないんじゃないかと思います、従って要するに今回の事件の事実の究明と確定を待たなければですね、その種の事について議論するには至らないと私は思っておりますが」と答えた。またさらなる問いに対して、「一般的な管理監督責任が海保であれ国税庁であれいろんなところにあることは間違いないわけだけども、で、さらにその任命をした組織の長たる人にもしかるべき責任は何らかの事が起こった場合には当然想定されるわけですけども、事実が確定されない以上、なんとも言い難いじゃないですか」と述べた。
11月16日の会見では「捜査の期間中にそこに身を置く司法警察員の身分を持つ人が、訴訟に関する書類を流出させて『国民に見てもらいたい』などと言うことは想像できない」と述べ、保安官を厳しく批判した。
なお本件に関し、「日本は伝統的に中国の影響下に在る」と発言し、元・学生運動家としての認識が華夷秩序に立脚せる物である事を自ら立証した。
国土交通省
馬淵澄夫国土交通大臣は11月5日の閣議後の記者会見で、「午前2時に海上保安庁から報告を受け、即座に事実関係の調査を指示した」と述べた。その後自身もYouTubeで映像を見たと話し、映像の真贋を問う記者に対しては「事実関係をしっかり調査するのが最大の使命」と答え、いつ頃までに一定の結論が出るのかとの問いには「調査の中で結論が得られれば、それをまた皆様方にお伝えしていくことが私の使命だと思います」と答えた。同日の衆院国土交通委員会では「もし流出しているとすれば犯罪行為。捜査も必要になる」と述べた。また、鈴木久泰海上保安庁長官は同日の記者会見で、「私どもが撮影したものと同一かどうかについても今慎重に調査を行っている」、「(映像を)金庫に保管するなど厳重な管理を行ってまいりました、外部に流出する可能性は少ないと思っておりましたが、今回の事案につきまして、さらにきちっと調査をしたいと思っております」などと述べた。
翌11月6日には馬淵大臣が視察先の群馬県で記者団に対し、「（海上保安庁の）調査で充分解明できない場合は告発による捜査も考えられると閣僚から意見があった」と述べたうえで、「私もそういったプロセスもあり得ると思っている」と告発の可能性について言及した。また、流出した映像と海上保安庁が撮影した映像との同一性については「調査をいま行っており、報告はまだあがっていない」と述べた。
11月8日、海上保安庁の鈴木長官は衆議院予算委員会の理事会に出席し、映像は石垣海上保安部が編集した映像と同一と認め、刑事告発を検討していることを明らかにした。
また、馬淵大臣は11月11日に行われた衆議院国土交通委員会で、映像管理の徹底指示（10月18日）が遅れたのではないかとの質疑に対し、「私が大臣を拝命したのが9月17日」、「前大臣（前原誠司）が当然ながら承知をされているものと思っております」と前原大臣の責任を示唆した。
法務省
法務省では流出が発覚した11月5日の未明から職員が事実関係の調査に追われ、柳田稔法務大臣は同日の閣議後の記者会見で、「那覇地検で詳細を確認中だが、事実であれば、大変遺憾だ」、「今回のビデオは法務省も関与しないわけではない」、「副大臣らと相談して、事態を把握する」と述べた。
外務省
前原誠司外務大臣は11月5日の衆議院外務委員会の答弁で、「仮に政府の情報が流出したのなら事件として扱い、徹底的に捜査しなければならない」と調査に乗り出す方針を打ち出した。
他の閣僚の発言
11月5日の閣議後の記者会見で、片山善博総務大臣は「総務省としてもこういうことが万が一にもないように注意したい」、高木義明文部科学大臣は「極めて重要な問題、しっかり検証しなければ申し上げられない」、細川律夫厚生労働大臣は「国会でビデオを全面公開するかが問題になっているところで、こんなことがあるのかと本当にびっくりした」、鹿野道彦農林水産大臣は「事実関係は、調査しているということでありますので、官房長官、あるいは海上保安庁の方からお話があるんじゃないでしょうかね」、松本龍環境大臣は「まだ見ていないし、何とも言えない」、北沢俊美防衛大臣「危機管理の質の低下が問われる話で、極めて残念だ」、自見庄三郎金融担当大臣は「（テレビで映像を見て）大変激しくぶつかっているという印象だ」、海江田万里経済財政政策担当大臣は「流れたことを容認するわけではないが、情報社会の中でああいう形で流れることはあるだろうという気はする」、「（動画は）おそらく本物だと思う、どういうルートで流れたのか興味関心があり、報告を待ちたい」と述べ、蓮舫行政刷新担当大臣は、補正予算案審議などへの影響に懸念を示した上で、「調査結果を説明する過程で、野党側に理解をいただく努力をしなければならない」と、それぞれ述べている。
11月12日には、野党から責任を追及されている馬淵国交大臣について何人かの閣僚から発言があり、細川厚生労働大臣は「（鈴木海保長官はやはり責任があるが馬淵大臣については）私から話をするのは適切ではない」と言及を避け、大畠章宏経済産業大臣は「情報管理という意味では政治的な責任があるが、政府としての情報管理のあり方を全体的に見直すことが必要だ」と述べ、海江田経済財政担当大臣は「政治家は自分で出処進退を決める、自分でよく考えてお決めになることだ」と述べた。

### 与党
11月5日、同月1日に国会の衆議院予算委員で公開された際の委員長を務めた中井洽は、「本物の証拠品が流出したのなら、国会は極めて抑制的に制限的にビデオを見たわけで、それがまったく意味をなさなくなってしまう」、「捜査当局から流出したのなら信頼を一度に失うことになる、インターネット時代にふさわしい機密保持ができているとは到底思えない」と述べたうえで、「私の見る限り、このあいだ見た6分あまりの映像とそっくりの場面がある」と、先に公開された映像との合致性に言及したほか、同委員会で映像を見た水戸将史は「行政の情報管理の甘さが露呈した」と述べた。また、民主党幹部らは報道機関の取材に対し、「永田町で見せる見せないですったもんだしていたのが、世界中に流れた。ブラックユーモアみたいになったもんだ」、「倒閣テロだ。故意による流出だろう」、「明らかに政治的なテロだ。政権への不満、組織的な問題かもしれない」、「徹底して犯人を探し、共犯者（の有無）、背景も調べるべきだ」とし、古賀一成は産経新聞の取材に対し、「どこから漏れたか知れないが、ネット上に流れたことは情報セキュリティーの面でゆゆしき事態だ」と述べた。
11月6日には藤井裕久がTBSの『時事放談』に出演し、「政府は国家機密だから特定の人にしか出さないと言っていたもの。それがこういう形で出るということは許しがたいことであり、総理の言う通り厳重調査をしなきゃならない」、「インターネットへの対応を考え直さないといけない」と述べたほか、岡田克也幹事長が滞在先の福岡市で記者団に対し、「国家公務員が重要な機密を外に出したならば、国家としての保秘の体制に問題がある。そういうことを繰り返さない対応を超党派で考えないといけない」と述べたうえで、「ビデオ問題は重要だが、そのことと補正（予算案）の成立は別だ」と述べた。
鳩山由紀夫前首相は滞在先の佐賀市での公演で、「情報によるクーデターのようなことを政権の中にある人間が行うことは、大変厳しい話」、「海上保安庁か検察のどちらかが流出させたことはほぼ明らか。正義を守るべき誰かが政権に対して『俺たちが考える正義はこうだ』と情報を流した。誠にゆゆしき問題」、「流出問題の（追及）徹底はもちろん、なぜこのようなことが起きたのか根源部分まで議論しないといけない。菅政権は国民だけでなく、政権の中で信頼されるような政権運営を作り上げないといけない」などと述べ、同席した原口一博前総務大臣も、「役所がやったとすると、国家への反逆だ」と述べた。
枝野幸男幹事長代理はTV番組で、「（流出は）内閣に責任がある。この10年、20年の間にネットが普及した。情報管理のあり方を変えないといけない」と述べたほか、川内博史もTV番組で、「最初からビデオを公開し、国民と認識を共有すべきだった」と述べた。
11月9日には平田健二参議院幹事長が記者会見で、映像を一部国会議員にのみ公開し。流出後も一般公開はしない方針を政府がとっていることについて、「日本の国益のために限定的にビデオを見るのは当然だ、将来必ず菅政権が抑制的に対処したことが評価される、それが日本の国益にかなっている自信を持っている」などと述べ、擁護した。
また、安住淳防衛副大臣は海上保安官が出頭をした後の11月11日付の報知新聞の取材に対し、「義憤に駆られてやったと擁護する人もいるが、それでは組織が持たない。国家としてあってはならないこと。海保は『海猿』で人気が出てたのに残念」と述べ、最初から映像を公開していればよかったのではないかとの指摘がある事については「世論と法律的に正しいことはイコールではない」、「（11月1日に国会で）限定して見せたのは、妥当だったと思う」とし、菅首相の責任については「行政機関の最高責任者として、国民に申し訳ない気持ちで陳謝したと思う」と述べたうえで、「しかし事件そのものは（流出させた）個人の問題だよね。理由のいかんにかかわらず、海保で働く資格のない男だね」などと述べた。
岡田幹事長は11月11日の記者会見で、野党から馬淵国交大臣らの責任追及の声が出ていることに対して、「責任論を議論するのはまだ早いと思います、まず事実解明、（中略）詳細がはっきりしないとあまり軽々に責任論を言うべきでないと、私はそういうふうに考えております」と述べた。また民主党の掲げる「政治主導」の観点と政務三役の責任についての問いに対しては、「政治主導ということと、具体的に責任を取るということと、イコールではありませんので（中略）私には簡単にお答えしにくいことだというふうに思います」と答えた。
平田健二参議院幹事長は11月16日の定例会見で、保安官が個人の判断で公開することは公務員の守秘義務違反にあたるのは間違いない事実だとしたうえで、「この捜査が終われば私は公開しても別に問題ないんじゃないか」と述べ、公開が中国との外交に与える影響が懸念されるのではないかとの質問に対しては、「それはしかし事実は事実としてね、明らかにする事は、私は良いと思いますよ、その司法の手続き、全て終わればね」と述べた。また、馬淵大臣の責任については、「馬淵大臣と言うよりも、やはり国家公務員いわゆる行政のですね最高責任者は総理大臣ですから、どこかで責任を取らなきゃいかんでしょうね、責任の取り方はどういう事があるのか別にして。これやはり、示しがつかないでしょう。誰かがどこかで責任を取らないと。それは誰かと言うのは私はわかりませんが、しかしこれうやむやにして終わらせるっていう事はだめだと、どこかで責任を明確にしなきゃならんだろうと思ってます」と述べた。

### 野党
野党7党（自民・公明・みんな・共産・社民・たちあがれ日本・新党改革）は5日午後に国会内で国会対策委員長会談を開き、流出した映像の真偽と流出の経緯を11月8日の衆議院予算委員会までに回答するよう政府に求めることで一致し、追及する姿勢を見せた。
11月15日には自民党が単独で仙谷官房長官および馬淵国交大臣に対する不信任決議案を衆議院に提出。しかしこれは民主党、国民新党の与党二政党に加えて社民党が反対し否決、賛成には自民党に加えて公明党、共産党、みんなの党、たちあがれ日本が同調した。なお、不信任案の理由はそれぞれ、仙谷官房長官については「国民への説明責任を果たそうとせず、官房長官としての適格性に著しく欠いている」、馬淵国交大臣については「当事者である自らの責任を明確にしないことは驚くべきこと、職にとどりまり続けていることは言語道断」などとしている。また、自民党は野党が過半数を占める参議院でも両名の問責決議案を提出するとしている。
自由民主党
11月5日の朝にニュースで映像を見たという高村正彦は、「政府がどれくらいだらしないかということだ」、「最初の時点で公開すべきだった」、「政治判断で公開しなかったものが、こうした形で表に出るのはおかしなことだ」と述べた。塩崎恭久は「国家の体をなしていない」、「政府がもっと早く公開していればこんなことにはならなかった」とし、小野寺五典は、「官僚が流出にかかわったのであれば、役所が今の政府に対して大きな不満を持っていることが背景にある」、逢沢一郎は「国会でしっかりと追及していく」、山本一太は「民主党政権の自滅的外交敗北、流出させた人はやむにやまれない理由があったという気がする」と述べたほか、自民党総務会において谷垣禎一総裁は「一瞬でも早くビデオを全面公開すべきだ」と述べ、石原伸晃幹事長は午前に「国民を馬鹿にしている」と述べたうえで、「政府がちゃんとビデオをすべて公開するまで補正予算案の審議に入るべきではない」とし、他の出席者からも「全面公開しなければ全委員会の審議を中止すべき」と同調の声が挙がった。また、総務会後の記者会見では小池百合子総務会長が「国家の危機管理がもはや効かない状況だ」、「（関係閣僚は）問責に値するし、問責以上なのではないか、いつの間にか責任がうやむやになるのは許し難い」と述べた。11月6日には平沢勝栄がTV番組で、「政府は公開すると海上保安庁の（今後の）活動に支障が生じるとしていたが、ビデオを見た限り当てはまらない」、「非公開としたのは疑問だ」と述べた。
11月10日、第5管区海上保安本部の職員が流出への関与を名乗り出たことが伝わると、塩崎泰久は同日昼に国会内で記者団に対し、「（国交大臣の）馬淵氏は当然、責任を取ってもらわなければならない。（官房長官の）仙谷氏の罷免も含めて考えなければいけない。最終的には首相の任命責任はどうするかということもある」と述べた。
11月11日には、政府が鈴木海上保安庁長官の更迭を示唆しながら馬淵国交大臣の責任を問わない姿勢を示していることについて、谷垣総裁は会見で「政治職と行政を執行する職で責任が違うという議論を展開しているようですが、この問題は当然ながら馬淵国交大臣にも責任があるのは当然。仙谷官房長官にも責任がある」、「断固とした対応を検討していきたいと思います」と述べ、石破茂は「海保の鈴木久泰長官が辞めて終わりなんておかしい。卑怯だ。組織の長は部下に責任を負わせてはいけない。この内閣は政治が責任を負わない」と述べ、小池百合子は「取るべき責任は政治が取らなければならない。海上保安庁の責任者である馬淵氏が自ら手を挙げて辞めるべきだ」と述べ、馬淵大臣の辞任を求めた。また小池は、10日に菅首相が各府省の事務次官らを集めた事について、民主党が官僚支配の象徴として自ら廃止を決めたという経緯がある事務次官等会議に触れ、「あほだと思う」と非難した。
また、同日丸山和也は保安官が起訴された場合は弁護人になると名乗り出た。すでに知人の弁護士を通じて警視庁に面会を申し出て接触を試みたが、接見を禁止しているとの理由で断られたという。「悪政に対する一揆で、彼の行為は正義に基づくもの」などと述べ、仙谷官房長官を告訴する意向を明らかにした。また、早い段階で自身が弁護を希望したことについては、「味方がいることを航海士に知ってほしかった」と述べた。
11月14日、谷垣総裁は講演で保安官について「映像流出を擁護する人もいるが、国家の規律を守れないのは間違っている」「二・二六事件でも『将校の若い純粋な気持ちを大事にしないと』という声があり、最後はコントロールできなくなった」と指摘した。一方で「政治の責任で解決する姿勢がなかったことが一番の問題だ」「政権担当能力を失っており、一日も早く退陣させないといけない」と強調した。
安倍晋三は自身が発行するメールマガジンで、映像は国家機密として隠すべきものではなく、国民と世界に示すものであったとしたうえで、流出をさせた保安官に対して、「このままでは日本が悪役にされかねない、事実を国民に知ってもらわねば、やむにやまれぬ大和魂、との気持ちだったのでしょう」と理解を示した。また、「流出による国益の損失は全くありません」としたうえで、「責任が問われるのは海上保安庁ではなく、まったく馬鹿げた判断をした菅総理、あなたです」と断じた。
公明党
井上義久幹事長は、5日午前、国会内での記者会見で、「事実ならば政府のガバナンス（統治能力）の問題で、政府の責任は極めて重い」、「早急に事実関係を調査した上で、責任の所在を明らかにすべきだ」、「事実関係が明らかになった段階で、（所管大臣は）責任の所在、取り方を自ら明確にすべきだし、われわれとしても言うべきことは言いたい」などと述べた。また、石井啓一は、「中国から見れば、日本政府が意図的に流したと思うはず」、「大臣の責任は明らかで、事実関係の解明を求めたい」と述べた。
山口那津男代表は11月11日の記者会見で、「ただちに倒閣を目指すという判断を持っているわけではないが、予想以上に菅直人政権の対応は厳しい」との見解を示したうえで、同日行われた党の中央幹事会において、政府が国土交通大臣の責任を問わない姿勢を示していることに対して、「仙谷由人官房長官は『政治職と執行職の責任のあり方は違う』とあたかも責任の切断を図るような言動をしているが、おかしい」、「今回の一連の事件は那覇地検の刑事事件処理も海上保安庁の対応も政治判断に基づいて行われてきた。とすれば、最終的に政治職の側がきちんと責任を担う必要がある。執行職の現場に責任を押しつけるやり方は許してはならない」などと述べ、馬淵国交大臣の責任は免れないとの見解を示した。
みんなの党
渡辺喜美代表は、5日午前、国会内での記者団の質問に対し、「菅政権の内部崩壊そのものだ」、「菅直人首相や仙谷由人官房長官の言っていることが定まらない規律のなさに由来する」、「もし国民の生命にかかわる機密情報だったら本当に恐ろしいことだ」、「一部の国会議員に対して編集されたビデオを見せた隠蔽体質のツケが出てきた」などと述べた。また、山内康一は、「警視庁のものとみられる情報流出に続き、こんなにあっさり漏れていいのか」、「治安機関の信用が失墜しないか心配だ」と述べた。
7日には渡辺代表が甲府市の講演などで、「そもそも国民に全面公開すべきもの」であり、「犯人捜しはやめたほうがいい」との認識を示した。
日本共産党
穀田恵二国対委員長は、11月5日、記者団の質問に対して、「外交問題にもかかわるビデオ映像が流出したとすれば、大問題である」、「本物かどうか、本物なら、だれがなぜどのようにして行ったか徹底した調査を責任もって行い、事実を明らかにすることを政府に求めたい」と述べ、さらに「尖閣諸島の問題について、日本共産党は、政府が、日本の領有権は歴史的にも国際法上も正当なものであるとの大義を国際社会と中国に対して堂々と主張することが肝要だと一貫して述べてきた。その骨太いきちんとした対処が肝心だということを改めて強調したい」と述べた。
志位和夫委員長は11月11日の記者会見で、自身がネットに公開したことを名乗り出た海上保安官への取り調べについて「守秘義務違反の対象といえるのか。大いに疑問だ」と述べるとともに、本事件を機会に政府民主党が国家公務員の守秘義務違反に対する罰則強化しようとする動きに対して「国民の知る権利や表現、言論の自由を侵害するもので断固、認められない」と批判した。また映像の流出そのものについては、「本来ですね、これは非公開にしておくべき内容のものではないと思います（中略）、こういう内容のものだったらね（中略）、政府の責任でもっと早い段階で公表すべきであった」との「私たちの判断」を示し、問われるべき問題の焦点は流出問題ではなく、「公開すべきものを公開してこなかったから、今回の流出問題につながったわけで、その責任こそ（中略）問われるべきだ、というのが私たちの立場です」と述べた。また、記者団から従来は映像の公開については慎重にやるべきと主張してきたことについて問われると、「内容を私たちが知りえない段階では、公開の是非については政府の責任で判断すべきだと言ってきた。しかし、明らかになったビデオを見ればこれは非公開にすべき内容のものではなかった。こういう内容だったら、早い段階で公開すべきだった」と説明した。担当大臣も含めた責任の取り方についての問に対しては、「一番の責任は、早い段階で公開を判断せず、無責任な対応をつづけてきた官邸、すなわち総理と官房長官にある」と述べた。
たちあがれ日本
平沼赳夫代表は、11月6日、岡山県での会合で、「最初にすべてを公開していれば、こうした犯罪者を出すこともなかった」と述べた。
新党改革
舛添要一代表は11月11日午前の記者会見で「海上保安庁長官、さらにその上の国土交通大臣は職を辞する責任がある」「（馬淵国交大臣は）問責に値すると思っています」と述べた。
無所属
民主党出身で無所属の西岡武夫参議院議長は11月9日の記者会見で、「政府の判断、対応の仕方が誤っていたことが、変な形で明らかになった。国民全体に公開すべきであると私は言ってきた」と述べたほか、11月16日には「（流出で）かなりの人が見ているのに、なぜ一般公開しないのか。納得いかない」と述べた。

### 企業・団体
経団連の米倉弘昌会長は11月8日の定例記者会見で、「日中関係の沈静化の流れに逆行する。政府が言うように公務員法違反であり、よく追及すべきだ」、「領土問題について両国とも強い主張を持っており、それを認識した上でお互いに努力しながら隣人として仲良くしようという姿勢を貫いてきた。衝突事件がどうして起きたかの議論は既に済んだと思っており、追及すべきではない」などと述べた
。
日弁連の宇都宮健児会長は11月12日の高松市における記者会見で、政府内で情報管理体制の強化に向けた動きが出ていることについて、「情報統制とならないように警戒しなければならない」、「どういう法律をつくろうとしているのか情報収集して対応する」と強い懸念を示した。また、個人的見解としたうえで、「映像は、海上で何が起こったのかを明らかにする、国益に資する情報」、「国民の知る権利は尊重されるべきだ」と述べた。

### 有識者・著名人

#### 政治家
石原慎太郎東京都知事は11月5日の都知事定例会見で、「なんで政府は発表しないのかね、結局内部告発でしょう」、「国民の目に実態を見てもらいたいということであれが流出した、結構なことじゃないですか、私は国民の意識というのははっきりしていると思います」と政府の対応を大きく批判した。また、海上保安官が名乗り出た11月11日にはFNNの取材に対し、「なんで愛国者を逮捕する必要があるの、隠すのが間違ってるんじゃないか。隠す政府が売国的だよ、出す人間が愛国的だよ。そんなこと全部日本人は判ってるよ」、「大事な情報なんだから、なんで日本人が知らずに済むの、あきれ果てる、この内閣」などと述べたほか、翌11月12日の定例会見においても、「やった人間は僕は愛国的だと思うよ、その人間を売国内閣が罰する資格があるのかね、それは世間が決める事だけどね、やってることが本当に無能というか、見てられないな、ほんとにもう」などと保安官を支持し、政府の姿勢を痛烈に批判した。翌年2月14日に行われた一色正春の記者会見にて質問者として立ち、「あなたの愛国的な行動に国民を代表して、心からの敬意と感謝を申し上げます。売国奴の集まりのような内閣が愛国者を告訴したり、起訴したり、告発したりすることができるわけがない。私は国民の声なき声が、政府を暗に動かしたと思うのですが、あなたが退職するという残念な結果になったことは、きわめて遺憾です」と語った。
橋下徹大阪府知事は、「本人には気の毒だが」と述べつつ、「僕はどういう理由があったとしても、基本的には公務員がそこは決定しちゃいかんと思っていますけどもね、だから政治家が決めたことには、やっぱり従ってもらわなきゃ困る」、「そこが崩れたら政治は成り立たない」、「非公表を決めた責任は民主党が取るべき、そうした大きな判断も公務員に委ねると、政治が回らなくなる」、「あえていうなら、なぜメディアが取材して報じなかったのかと思う」などと述べた。また、森田健作千葉県知事は、国家公務員法に違反するならば法に基づいて粛々と捜査すべきと述べたうえで、「個人的な意見だが、（流出映像は）国家機密に当たらないんじゃないかと思った」、「（流出は）よくやったとは言えないが、個人的には見てよかった、中国側がぶつかってきたことを再確認できた」と述べた。

#### 学識者
山田吉彦は産経新聞の取材に対し、映像は本物だとの見解を示したうえで、「仮に内部から出たとすれば、政府の公開の仕方に不満があったのかもしれない」、「政府が中国の顔色をうかがって無用な配慮をし、日本国民がどう思うかを考えていなかった結果だ」と述べた。
また、動画流出そのものについて服部孝章（立教大学教授）は、「情報管理ができない国は危ない」、「映像は海保が国民の税金で撮っており、本来なら国が公開するべきだった」「民主党政権は情報公開すると言っておきながら、隠す側に回っている」、「本来なら新聞やテレビなどがスクープすべきもの、既存のメディアはもっと頑張らないといけない」と述べた。
堀部政男は、流出前から海上保安庁が船長逮捕の会見で衝突の経過を詳細に説明、衆院でもビデオが公開され議員がその内容を記者に説明、一般人が知らない情報とは言えないのではないかとして、「流出は国家公務員法上の『秘密』には当たらず、刑事罰には疑問がある」と述べている。

#### 防衛・警察・外交関係者
田母神俊雄は、「民主党内部の“良識派”の主導による映像公開と信じたい」、「民主党にも、『菅-仙谷政権でできないなら、自分たちが真実を国民に伝える』という強い意志を持った議員は多い。多くの国民同様に、この動画を隠そうとすること自体がおかしいと疑問に思っている。彼らが、何らかのルートで入手した“公式”動画を公開したと考えるのが最も自然」、「日本政府の情報管理の甘さを中国に突き上げられるのは必至。その時の菅首相や仙谷官房長官の対応が見物」と述べ、佐藤守は、「ビデオの所在を知る関係者が流したのだろう。義憤にかられてのことで、この内容を国民に判断してもらいたいとの一心だったはずだ」と述べたほか、元警視庁捜査官の坂東忠信は、「怒りを覚えているのは、海保よりも那覇地検の検事たち。起訴できることを確信して、検察官としての職務をまっとうしたにもかかわらず、それを覆された無念は想像以上に大きいはず」、「現時点で、映像の元データは海保と那覇地検にしか存在しないだけに、真っ先に“犯行”を疑われる海保が流すとは考えにくく、永田町の圧力に口をつぐまざるを得なかった検察のじくじたる思いが見て取れる」と述べた。
佐々淳行は流出直後の産経新聞の取材に対し、「公開をしなかった菅政権の判断は間違っていた」、「（漏洩した人物を）厳正に捜査するように言っているが、本来は公開すべき情報で、私は弁護に回ります」、「投稿者は愛国心に燃えた憂国の士だ」と動画を公開したことについて擁護派の立場をとった。
佐藤優は産経新聞の取材に対し、「海保内部から流出し、機密情報が公になったとすれば、組織管理の甘さがあり見逃せない」、「中国人船長を釈放した今回の事件処理に対し不満を抱く者の仕業だろうが、それを内部告発という形で解消するのは間違いだ」と批判した。また保安官のコメントについて現代ビジネスで、「ルールとして許されないとされる境界線を平気で破る人間は、国家公務員としての資格を欠いている」とする一方、中国に対する菅政権の弱腰外交を「筆者は論壇人の中でもっとも厳しく批判している一人」とも述べている。

### 世論
11月6日、読売新聞は事件後に海上保安庁広報室に様々な問い合わせや意見が殺到したことを報じた。映像流出に関する通報が5日の0時30分ごろにEメールで届いていたという。電話による問い合わせの内容としては「海保の関係者であっても処分はしないでほしい」、「犯人捜しはしないで欲しい」などといった意見が83件、情報管理の甘さを指摘するものが14件で、「なぜ今まで映像を公開しなかったのか?」という意見もあった。その後も同様の激励が相次いでいることについて仙谷官房長官は11月8日の記者会見で、「公開して『よくやった』というのか。犯罪行為を称揚することで、そういう気分は日本国中に少々あるかも分からないが同意はしない」と不快感を示した。

#### 世論調査
共同通信社実施
- 実施日：2010年11月12日 - 13日
- 方法：電話意識調査

| 選択肢             | 回答比率 | 備考 |
| ------------------ | -------- | ---- |
| 公開すべき         | 88.4%    |      |
| 公開すべきでない   | 7.8%     |      |
| わからない・無回答 | 3.8%     |      |

| 選択肢           | 回答比率 | 備考 |
| ---------------- | -------- | ---- |
| 機密に当たらない | 81.1%    |      |
| 機密に当たる     | 13.2%    |      |

産経新聞社実施
- 実施日：2010年11月12日 - 16日
- 方法：電子調査
- 回答数：20,773人（男14,822人、女5,951人）

| 選択肢 | 回答比率 | 備考 |
| ------ | -------- | ---- |
| YES    | 95%      |      |
| NO     | 5%       |      |

| 選択肢 | 回答比率 | 備考 |
| ------ | -------- | ---- |
| YES    | 2%       |      |
| NO     | 98%      |      |

| 選択肢 | 回答比率 | 備考 |
| ------ | -------- | ---- |
| YES    | 98%      |      |
| NO     | 2%       |      |

#### 海上保安庁・保安部
「流出映像は海保の正当性が見て取れる内容。公開して世に知らしめたいという心情は理解できる」（海上保安庁幹部）と同情する声や「どんな思いがあったにせよ、個人が勝手な判断で行動したら組織が成り立たない」「個人的な愉快犯の可能性が高いのではないか。非常に情けない話」（第5管区海上保安本部職員）、「情報を勝手に漏らしたことに憤りを覚える」「我々は海保という組織の人間。組織のルールを守らなかったことは残念」（いずれも石垣海上保安部職員）とする声が上がっている。

### 報道
流出から一夜明けた11月5日の朝ニュース番組では、各報道局とも流出映像を用いて多くの時間を割いて報じた。なお、報道された際には5本目の動画である「みずき衝突の瞬間」が多く取り上げられた。
保安官が名乗り出た翌日、11月11日に保安官の自宅の家宅捜索が行われる頃になると、自宅前に多数の報道関係者がつめかけ、報道が過熱した。
11月15日に発売した週刊現代は、この保安官の実名を明らかにしたほか、11月18日には週刊新潮が顔写真を掲載した。

#### 映像流出に否定的な新聞社説
朝日新聞
朝日新聞は2010年11月6日付の「尖閣ビデオ流出―冷徹、慎重に対処せよ」と題する社説において、「政府の情報管理は、たががはずれているのではないか」と書き起こし、「政府の意に反し、誰でも容易に視聴できる形でネットに流れたことには、驚くほかない」、「一般公開を求める強い意見が、野党や国民の間にはある」、「仮に非公開の方針に批判的な捜査機関の何者かが流出させたのだとしたら、政府や国会の意思に反する行為であり、許されない」、「政府は漏洩（ろうえい）ルートを徹底解明し、再発防止のため情報管理の態勢を早急に立て直さなければいけない」、「映像を公開し、漁船が故意にぶつけてきた証拠をつきつけたとしても、中国政府が態度を変えることはあるまい」などと評し、「ビデオの扱いは、外交上の得失を冷徹に吟味し、慎重に判断すべきだ」と結んだ。
2010年11月11日の社説では「政府の高度な判断を、一職員が独自の考えで無意味なものにしてしまっては行政は立ちゆかない」とし、17日の社説でも「保安官の行為を支持する声が一部に広がっている」とした上で「これはおかしい。政府の方針が自分の考えと違うからといって現場の公務員が勝手に情報を外に流し始めたら国の運営はどうなるか」「保安官の行いは法律で保護される内部告発の要件を満たしてもいない。称賛したり英雄視したりするのは間違いだし、危険なこと甚だしい」「まだ真相が見えない。捜査を尽くし事実を解明する、それがネット時代の情報の公開や保全のあり方について冷静な議論を進めることに繋がる」とした。
毎日新聞
毎日新聞は2010年11月6日付の「尖閣ビデオ流出 統治能力の欠如を憂う」と題する社説において、「漏えいを許したことは政府の危機管理のずさんさと情報管理能力の欠如を露呈するものである」と書き起こし、「早急に流出経路を解明し、責任の所在を明らかにしなければならない」、「政府と国会の意図に反する形で一般公開と同じ結果になってしまったことに大きな不安を感じる」、「この政権の危機管理はどうなっているのか」、「もし内部の職員が政権にダメージを与える目的で意図的に流出させたのだとしたら事態は深刻である」、「不満を背景にした行為であるなら、それは国家公務員が政権の方針と国会の判断に公然と異を唱えた「倒閣運動」でもある」、「由々しき事態である」、「厳正な調査が必要だ」などと評し、「菅政権は新たな危機管理も問われている」と結んだ。
また、2010年11月9日付の「尖閣ビデオ 非公開の理由は薄れた」と題する社説においても、「職員が意図的に流出させたのだとしたら影響は深刻だ」と前述の評を重ねたうえで、告発について「海保自身が内部調査の限界を認めている以上、「調査」を「捜査」に切り替えたのは当然である」、「徹底した捜査をしてほしい」と評し、「政府がまず取り組むべきは情報管理体制の再構築と、動画投稿サイトを利用した新しい手口の情報流出に対する有効な対応策を早急に考えることだ」、「罰則強化だけに傾斜するのは問題がある」、「（流出を歓迎する世論は）政府がビデオを一般公開しない理由をきちんと説明していないからだろう」などと評し、「流出した映像は多くの国民がすでにテレビでも見た」、「もはや非公開を続ける理由は薄れたと言わざるを得ない」、「政府は国民の不信をぬぐうため時期を見てビデオを公開すべきである」と結んだ。11月11日の社説では「政府の一員である海保職員が政府の意思に抗する形で投稿したとすれば、妥当性を欠き許されない」とした。また11月14日の社説では仙谷由人官房長官が罰則強化に言及したことについて、毎日、読売、朝日、産経、日経が「筋違い」「短絡的」と揃って批判していることを強調したいとしている。
北海道新聞
北海道新聞は2010年11月6日の社説『尖閣ビデオ 流出は誰が、何の目的で』で、『まず突き止めなければならないのは、映像の出どころだ。（中略）問題は政府の情報管理のずさんさである。（中略）一定の期間は非公開としても、本来は国民に開示すべき情報だ。いつ、どのように開示するのか、政府があいまいなままにしてきた結果が今回の事態を招いたとも言えよう。（中略）あるいは流出の裏に、日中関係の修復に水を差そうとする意図があったのだろうか。ゆゆしき問題である。』と報じた。
中日新聞・東京新聞
中日新聞・東京新聞は2010年11月6日の社説『尖閣ビデオ 政府対応が招いた流出』で、『映像流出は真相にふたをした事件の幕引きに反発する政府関係者が、かかわっている可能性が高い。捜査資料の流出は遺憾だが、それを招いたのは政府の混乱した事件への対応ではないか。』と報じた。
北國新聞・富山新聞
北國新聞・富山新聞は2010年11月6日の社説『「尖閣ビデオ」流出 政府の二重、三重の失態』で、『ビデオ映像が、インターネット上に流出したことは、菅内閣の二重、三重の失態と言わざるを得ない。国家主権にかかわる漁船衝突事件のビデオは本来、政府が一般公開に踏み切ってしかるべきであったが、出所不明の「ネット上の公開」という事態を許し、事件の処理と対中外交の立て直しを一層難しくしてしまった。（中略）対外的な配慮から公にしない重要な「外交機密」でもある捜査情報が、簡単に漏えいするのは国家として由々しいことである。』と報じた。
沖縄タイムス
沖縄タイムスは2010年11月6日の社説『［尖閣ビデオ流出］一体どうなってるんだ』で、『13日からのアジア太平洋経済協力会議（APEC）首脳会議が迫る中の最悪のタイミングで2件も立て続けに起きた情報漏洩（ろうえい）事件だ。国際社会がテロへの警戒を強めているときに、日本に極秘情報を提供すると外部へ漏れてしまう、と思われては安全保障上の深刻なダメージとなる。（中略）もはや秘匿する理由はなく、早い段階で事件映像を公開し、国民と情報を共有すべきだ。（中略）政府は危機感を持って一刻も早く流出事件の真相を明らかにすべきだ。』と報じた。

#### 映像流出に肯定的な新聞社説
読売新聞
読売新聞は2010年11月6日付の「尖閣ビデオ流出 一般公開避けた政府の責任だ」と題する社説において、「政府内部から持ち出された疑いが濃厚で、極めて遺憾な事態である」、「だが、それ以上に残念なのは、こんな不正常な形で一般の目にさらされたことだ」、「政府または国会の判断で、もっと早く一般公開すべきだった」と書き起こし、流出経路については徹底的に調査するのは当然で管理を厳格にする必要性を示しつつ、「もし、これが衝突事件直後に一般に公開されていれば、中国メディアが「海保の巡視船が漁船に追突した」などと事実を曲げて報道することはできなかったのではないか」、「政府・民主党は、今回の事態を招いた責任を重く受け止めるべきだ」などと評し、「中国は速やかに国内の対日強硬論を抑え、日中関係の修復に努めてもらいたい」と結んだ。
また、11月9日付の「ビデオ流出告発 危機感をもって真相の解明を」と題する社説においては、刑事告発された事に触れ、「検察当局に捜査を委ねたのは当然だ」、「検察当局は警察と連携して、迅速に解明を進めてもらいたい」などと評し、「ビデオ映像の一般公開を避け続けた政府にも責任の一端がある」、「改めて国民に対するビデオの全面公開を検討する必要があろう」と結んだ。保安官が名乗り出た翌11日の社説では「法に触れる行為があれば、捜査当局は厳正に捜査すべき」としている。
産経新聞
産経新聞は2010年11月6日付の「尖閣ビデオ流出 政府の対中弱腰が元凶だ」と題する社説において、「危惧されていたことが現実化した」、「問題点は2つある。1つは情報管理の不備だが、より深刻なのはビデオ映像を非公開とした政府の判断である」などと書き起こし、先立って仙谷官房長官が流出だとした場合の改革の必要性について言及したことについて、「一見、もっともらしいが、情報漏洩の「犯人捜し」と組織改革に国民の目をそらそうという意図が透けてみえる」と評し、政府が非公開とした理由である刑事訴訟法47条に触れ、「弁護士でもある仙谷長官が、中国をアジア太平洋経済協力会議（APEC）首脳会議に参加させようと、故意に条文の解釈をねじ曲げたとしかいいようがない」と評したうえで、仙谷官房長官の発言を引用し、「『大きなメス』を入れるべきは、真実を国民の目から覆い隠し、対中弱腰外交を繰り返してきた民主党政権自身である」などと評し、「菅首相は国民に伝えるべき情報を隠蔽（いんぺい）した非を率直に認め、一刻も早くビデオ映像すべての公開に踏み切るべきだ」と結んだ。
また、2010年11月9日付の「ビデオ流出捜査 優先順位をすり替えるな」と題する社説においても、「不正は法と証拠のもとに明らかにされるのが当然である」、「だが、事の本質は、中国漁船の側に非があることを明確に映し出している映像を、政府が国民の目から隠し続けたことにある」などと前述の評を重ねたうえで、仙谷官房長官が罰則を強化する考えを示した事について、「対処すべき優先順位のすり替えである」、「まず急ぐべきは映像の公開と、中国の反発を恐れて非公開を続けた弱腰外交を反省することだろう」と断じ、能登半島沖不審船事件を引き合いに出し、「直後にビデオが公開され、海保の行動の正当性が裏付けられる結果となった。今回も、その教訓に学ぶべきだったのである」などと評し、「ただちに政府の手で、全面的にビデオを公開すべきである」と結んだ。
また、2010年11月11日付の「海上保安官聴取 流出事件の本質見誤るな」と題する社説においても、守秘義務違反に触れながらも「流出により国民の『知る権利』に応えたという重要な側面も見落とせない」、「事件を担当する弁護士は、海上保安官の言い分を不足なく伝えてもらいたい」などとし、前日の衆議院予算委員会における小泉進次郎のもっと早く公開していれば事件は起こらなかったという発言を引用し、「それがこの事件の本質である」、「菅直人首相は、衝突は中国側に非があったという政府側の共通認識が『流出したビデオで客観的になった』と、効用を一部認める発言まで行った」などと評し、「一刻も早く全世界に衝突ビデオを公開すべきである」と結んだ。
日本経済新聞
日本経済新聞は2010年11月11日の社説で「政府は事件の証拠になる捜査資料だから公判前には公にできないとの見解をとってきた。しかし漁船の船長を中国に帰国させた結果、裁判にかけられないし公開によって名誉を傷つける恐れもない」「ビデオ映像が刑事罰をもって守るのに値する秘密か疑問」とした。11月19日の社説では「国家統治に関する情報を知る権利が国民にある民主主義の原則から、秘密性の薄いビデオ映像を公開しない政府方針は確かにおかしい」「しかし非公開の方針に違法や不正があるわけではないし、映像自体も違法、不正を暴く内容ではない」「その限りでは映像流出を内部告発とは評価しづらく、自分なりの正義感に基づいていたとしても一公務員が政府の方針を覆した側面が重視されよう。正義を実現するには正義にかなう手段をとるべきだった」「保安官の行いを勇気ある行動などと称揚する動きを憂慮しつつ、映像の全面公開を改めて求めたい」とした。
琉球新報
琉球新報は2010年11月6日付の「衝突映像流出 なぜ公開できないのか」と題する社説において、「ビデオが外部に流れたこと以上に衝撃的なのは映像の中身だ」、「中国漁船が意図的に巡視船にぶつかってきた様子が分かる」、「論より証拠」と評したうえで、「ぶつけてきたのが日本人であれば、捜査途中で釈放するなど、まずあり得ない」と政治的な配慮があった可能性を指摘したうえで、かねてより映像を公開してこなかった政府の姿勢に対して「表に出さないのは、中国人船長を釈放した日本側の判断ミスが白日の下にさらされるからか」と疑問を呈し、政府が調査を始めた事について、「論点のすり替えに躍起になっているようにも映る」、「証拠資料が外部に出たこと以上に問題なのは、公表した方が国益にかなうであろう映像を内外に開示せず、中国側の理不尽な言動を助長したことだ」、「真っ先になすべきなのは、この間の対応のまずさを深く反省し、海上保安庁が撮影したビデオ映像をすべて国民に公表することではないか」などと評し、「同時に、映像漏出の原因を突き止め、再発防止を図るべきだ」と結んだ。

#### 雑誌
雑誌AERAは、尖閣諸島周辺の取り締まりでは重大事案に発展しない限り日本側は勾留しないという密約が日中間にあり、その項目の一つに逃げたものは追わないとする暗黙の了解が存在するという政府関係者の話を紹介し、この映像で漁船は逃げているため、暗黙の了解を破ったことが中国側に知れるのを恐れて公開しなかったのではないかとしている。

### インターネット
インターネット上では流出を支持する声が目立ち、国の対応を疑問視する声もあった。また、Twitterにも「隠すようなものではない」「海保の人はがんばっている」など様々な意見が書き込まれた。一方で「諸外国からの信頼を失いかねない」と憂慮するコメンテーターもいる。
匿名掲示板の2ちゃんねるではいわゆる「祭り」状態になり、「英雄だ」「勇気のある内部告発者」「政府が開示すべきだった」等の意見が書き込まれ、ニュース速報+板においては本件を扱うスレッドが96時間で311まで継続した。これは、単一の案件を扱うスレッドの継続数としては2010年11月現在、歴代1位である。

#### 「sengoku38」ブームと英雄化
投稿者の「sengoku38」は高い人気を呼び、アイドルグループの「AKB48」をもじって「SGK38」と呼ばれたほか、替え歌「見せたかった」（AKB48の「会いたかった」の替え歌）やTシャツ、マグカップなどが登場するまでになった。中には「内部告発無罪」「よくやった! sengoku38」と一緒にプリントされたものもある。フジテレビのアンケートによると100人中83人がsengoku38の行為を支持し、英雄視されつつあると報じている。

### 抗議活動
11月6日、ノーベル平和賞受賞者の劉暁波をめぐる中国政府の態度や、衝突事件のビデオを公開しない日本政府の対応などを批判する集会が、頑張れ日本!全国行動委員会および草莽全国地方議員の会の主催で日比谷公園内の日比谷野外音楽堂で行われた。集会後、日比谷野外音楽堂から常盤橋公園までデモ行進を行った。主催者発表によれば、同様の活動では過去最高となる4500人（警察発表では3800人）がデモに参加したという。また、流出する以前に行われていた同様の尖閣諸島関連の抗議活動内においても映像の公開を求める声が上がっていた。
11月14日には、海上保安官が取り調べを受けてから宿泊を続けている神戸海上保安部と第5管区海上保安本部が入る神戸第2地方合同庁舎前において数百人規模のデモが行われ、参加者は日の丸を手に「政府はビデオのすべてを公開しろ」「sengoku38を守り抜くぞ」などとシュプレヒコールを繰り返した。

### その他
- 11月5日午前8時30分頃、埼玉県川口市の川口駅東口デッキにて、通行人が段ボール箱を発見し不審物として警察に通報した。箱の中にはYouTubeに投稿されていた衝突映像と同じ映像が収録されているものと見られるDVD282枚が入っており、箱には「ご自由にお取りください」などと書かれ、民主党政権を批判する内容のビラも30枚ほど発見された[133]。
- 11月8日午前7時30分頃、東京都練馬区の都立光が丘公園の便所で、「尖閣」「海保ビデオ」などと表書きされたCD-ROM1枚が置かれているのを警備員が発見し、警視庁光が丘警察署に届け出た[134]。
- ウェブアニメーターのラレコは自作「やわらか戦車」の第41話で本事件を元ネタにしている。

## 中国の反応

### 政府
中国政府は外交ルートを通じて日本に「関心の表明と憂慮の意」を伝えた。崔天凱外務次官は、「日本側に誠意があるなら困難を克服し、（中日関係の修復を）妨害しないよう努力すべきだ」と述べた。また、外務省にあたる外交部の洪磊副報道局長は「（映像によって）真相を変えることはできず、日本側の行為の違法性は隠せない」、「日本が中国の釣魚島（尖閣諸島の中国名）海域で中国漁船の進行を妨害・追跡・取り囲んだことが衝突を引き起こした」などとする談話を発表し、それまでの「中国漁船が日本の巡視船に衝突された」との事件認識を若干修正した。

## その他の国と地域の反応

### 報道
アメリカ合衆国のテレビ局であるABCでは現地時刻の夕方に映像流出の報道を行った。同局では尖閣諸島中国漁船衝突事件から今日までの日中間の大まかな現状を報じた後、APEC首脳会議への影響を懸念。さらには両国の外交が悪化する可能性を指摘した。流出した映像以外に前述に仙谷由人、前原誠司、石原伸晃らがこの事件に関して発言した内容も報道した。